# Luz (dessinateur)
Pour les articles homonymes, voir Luzier et Luz.
Renald Luzier, dit Luz, est un auteur de bande dessinée français, né le 7 janvier 1972 à Tours. Dessinateur de presse, il collabore à plusieurs journaux, dont Fluide glacial et Charlie Hebdo qu'il quitte en septembre 2015.

## Biographie
Au début des années 1990, Luz signe des planches dans le journal de bandes dessinées Psikopat. En octobre 1994, il est rédacteur en chef de Chien Méchant, un mensuel de bandes dessinées satiriques, qui existe durant six numéros jusqu'en mars 1995. Il collabore avec l'hebdomadaire satirique Charlie Hebdo dont il devient au fil des années un dessinateur fécond. En 1997, à la suite de l'élection de Catherine Mégret (FN) à la mairie de Vitrolles, il crée dans l'hebdomadaire la rubrique en BD, Les Mégret gèrent la ville, qui tourne en dérision l'élue et son maire Bruno Mégret. En 1998, la publication en album de sa rubrique vaut à Luz d'être attaqué en justice par les époux Mégret : il est finalement relaxé.
À la suite du choc du premier tour de l'élection présidentielle française de 2002, il crée et distribue un petit fanzine, Cambouis dont les premiers numéros sont repris dans un volume publié par L'Association.
Luz, grand « musicovore », collabore à un magazine spécialisé comme Les Inrocks  et avec le musicien Rubin Steiner pour son disque OuMuPo3 (2004). Entre-temps, en 2003, il est DJ et anime les soirées parisiennes dansantes de l'Élysée Montmartre, du Pop In ou du Truskel.
Luz réalise depuis 2006 le graphisme des albums de Polémix & La Voix Off, groupe proposant des remix politiques sur fond de satire. Il collabore avec la photographe suisse Stefmel.
Il apparaît en caméo dans le film Tel père telle fille d'Olivier de Plas (2007).

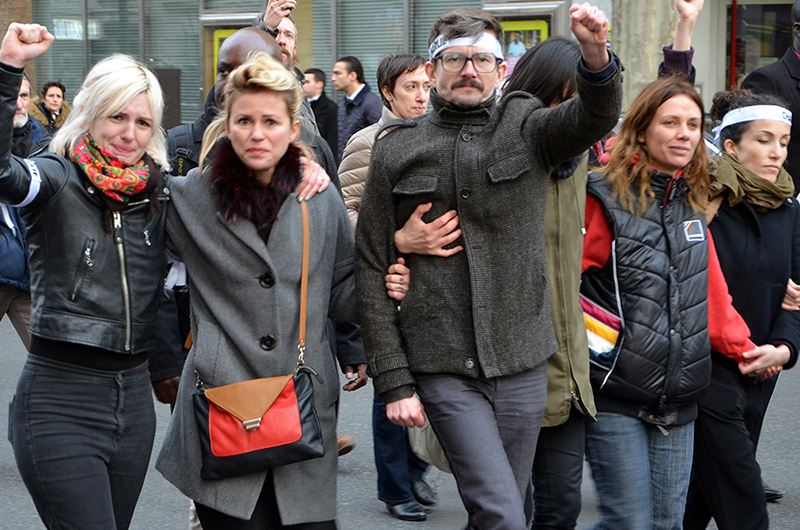
Luz à la marche du 11 janvier 2015 à Paris.

Le 7 janvier 2015, Luz, dont l'anniversaire a lieu le jour même, s'attarde chez lui : en retard à la conférence de rédaction de Charlie Hebdo, il échappe à l'attentat qui coûte la vie à une grande partie de ses collègues du journal. Il arrive au siège de Charlie Hebdo peu de temps après l'attentat et croise dans la rue les terroristes qui, ignorant son identité, ne s'en prennent pas à lui : il est l'une des premières personnes à alerter l'extérieur.
Il trouve « formidable » le soutien manifesté par l'opinion publique à l'égard de Charlie Hebdo, tout en se disant dépassé par la « charge symbolique » qui pèse sur un journal qui n'a jamais eu vocation à être consensuel, et méfiant quant aux risques de récupération politique.
Le 11 janvier 2015, il participe à la marche républicaine en mémoire des victimes des attentats des 7-9 janvier.

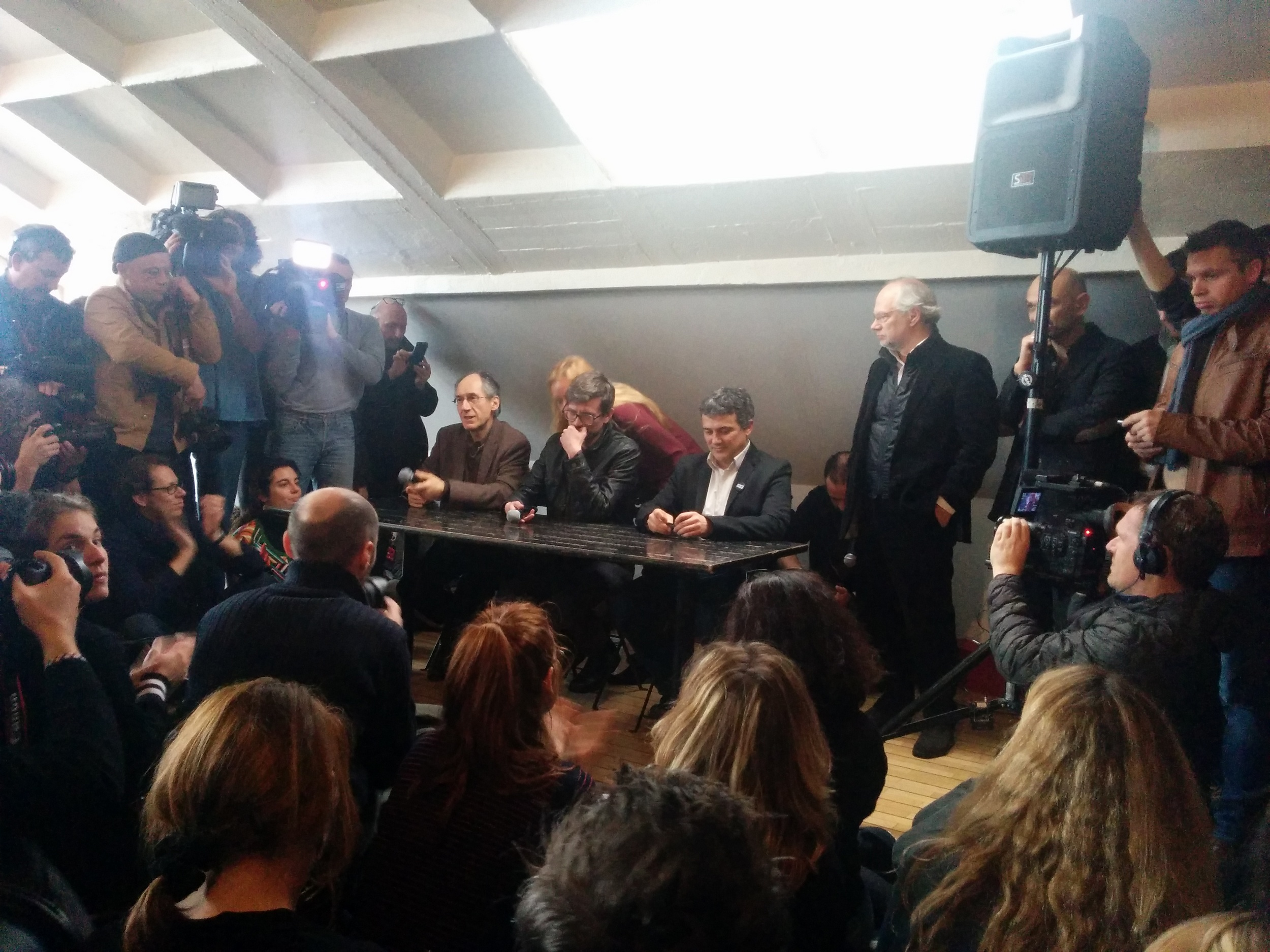
Le 13 janvier 2015, à la veille de la parution du no 1178 de Charlie Hebdo, conférence de presse dans les locaux de Libération. De gauche à droite : assis, Gérard Biard, Luz, Patrick Pelloux et, debout, Laurent Joffrin, directeur de Libération.

Le 14 janvier 2015, il devient mondialement célèbre grâce à la une du numéro 1178 de Charlie Hebdo, où il dessine le prophète Mahomet, qu'il avait déjà représenté en couverture du no 1011 (dit Charia Hebdo). Certains pays comme le Sénégal censurent cette couverture. Après la publication, des émeutes ont lieu. Au Niger, ces émeutes provoquent des incendies d'églises et une dizaine de meurtres.

Dans une interview vidéo accordée à Vice, Luz revient sur les détails de ces journées et sur les réactions à la une du 14 janvier. Il déclare à ce sujet : 

« Je pense que la majorité des musulmans s'en foutent de Charlie Hebdo. Je pense que les gens qui s'arrogent le droit de dire que l'ensemble de la communauté musulmane a été offensée sont des gens qui prennent les musulmans pour des imbéciles. »

Il indique que son dessin en une du no 1178 doit être compris comme un « pardon mutuel » entre le personnage caricaturé sur la couverture du numéro Charia Hebdo, et le caricaturiste qui l'avait dessiné : « Moi, en tant qu'auteur, je suis désolé de t'avoir foutu là-dedans, et lui, en tant que personnage, il me pardonnait. »
En avril 2015, il annonce dans un entretien aux Inrocks qu'il ne dessinera plus Mahomet.
En mai 2015, il déclare dans Libération qu'il quitte l'équipe de Charlie Hebdo en septembre 2015 pour des raisons personnelles.
En mai 2015 également, est publiée aux éditions Futuropolis sa bande dessinée Catharsis, dans laquelle il évoque sa vie privée et professionnelle après les attentats contre Charlie Hebdo. La critique du journal Le Figaro mentionne qu'il y dépeint ses « cauchemars, crises d'insomnies sévères, de paranoïa ou de nerfs, scènes d'amour exutoires avec sa compagne et, surtout, les doutes sur sa capacité à continuer le dessin. » Pour la critique du journal L'Express : « C'est aussi l'histoire, très personnelle, d'une bataille et d'une victoire. Celle d'un survivant qui refuse de sombrer. » L'album rencontre un vif succès dès sa sortie : « En moins d'un mois, ce récit en est déjà à son troisième tirage, et a été imprimé à 90 000 exemplaires. ».
En septembre 2016, Luz entame dans les Cahiers du Cinéma (revue pour laquelle il avait dessiné la couverture du numéro de décembre 2015), sous forme d'un feuilleton mensuel, une bande dessinée intitulée Misfits, consacrée au tournage du film de John Huston.
Le 2 novembre 2018, il publie Indélébiles chez Futuropolis, une bande dessinée racontant ses vingt-trois ans passés à Charlie Hebdo. En janvier 2019, l'ouvrage est récompensé par le Prix France Info.
En septembre 2020, il publie chez Albin Michel le premier tome de son adaptation dessinée de la trilogie romanesque de Virginie Despentes, Vernon Subutex. En novembre 2022, le second tome est récompensé par le prix des « Inrockuptibles » dans la catégorie bande dessinée.
En octobre 2023, il publie Testosterror chez Albin Michel, bande dessinée dans laquelle le monde est frappé par un virus faisant chuter le taux de testostérone des hommes.
En octobre 2024, il publie Deux filles nues chez Albin Michel. Cette bande dessinée retrace plus de cent années du tableau du même nom d'Otto Mueller, vues à travers le tableau lui-même. Deux filles nues est récompensé par le Fauve d'or lors du Festival d'Angoulême 2025 après avoir reçu en décembre 2024 le Grand prix de la critique et le prix Wolinski de la BD du Point.

### Vie privée
Il est l'époux de la journaliste Camille Emmanuelle,, avec laquelle il a une fille née en 2015.

## Œuvres
- 1992 : dessinateur/caricaturiste pour L'Aberration, journal étudiant de la Fédération des étudiants de Tours (FET).

### Charlie Hebdohors série
- 1998 : Les Mégret gèrent la ville[29]
- 1999 : C'est la crise finale avec Bernard Maris[30]
- 2002 : Monsieur le baron
- 2005 : Un Turc est entré dans l'Europe
- 2006 : Charlie blasphème (en collaboration avec Charb)

### Autres éditeurs
- 2002 : Cambouis, L'Association
- 2003 : The Joke, Les Requins Marteaux
- 2004 : livret de l'album OuMuPo3 avec Rubin Steiner sur le label Ici, d'ailleurs...
- 2005 : Claudiquant sur le dancefloor, Hoëbeke
- 2006 : Faire danser les filles, Hoëbeke
- 2007 : J'aime pas la chanson française, Hoëbeke
- 2008 : Quand deux chiens se rencontrent, Les Échappés
- 2009 : Les Sarkozy gèrent la France, Les Échappés
- 2010 : Robokozy, Les Échappés
- 2010 : King of klub, Les Échappés
- 2010 : Rouge Cardinal, L'Association
- 2015 : Catharsis, Futuropolis
- 2016 : Ô vous, frères humains, adaptation du récit autobiographique d'Albert Cohen, éd., Futuropolis, 2016,  (ISBN 2754816437)[31]
- 2016 : Misfits, parution en feuilleton mensuel dans les Cahiers du Cinéma
- 2017 : Puppy, coll. « 1000 feuilles », Glénat
- 2018 : Indélébiles, Futuropolis
- 2019 : Hollywood menteur, Futuropolis
- 2020 : Vernon Subutex t. 1, adaptation de la trilogie de Virginie Despentes, Albin Michel[32]
- 2021 : Vernon Subutex tome 2, Albin Michel
- 2023 : Testosterror, Albin Michel
- 2024 : Deux filles nues, Albin Michel

### Contributions
- 1996 : Frédéric H. Fajardie (ill. dessins à la plume de Luz), Égérie légère, Paris, Éditions de la Table ronde, 1996, 176 p. (ISBN 978-2-7103-0763-1 et 2-7103-0763-4, présentation en ligne)
- 2002 : La Casquette de Charles Bovary, ouvrage collectif sur une idée de Michel Boujut (éditions Arléa)
- 2006 : Antijour : « fanzine nocturne et musical », 3 numéros (0 à 2), présentation en ligne no 2
- 2006 : Mozart qu'on assassine, collectif avec Charb, Riss, Catherine Meurisse, Tignous et Jul (éditions Albin Michel)
- 2009 : Le Cahier de vacances de Charlie Hebdo, avec Charb, Riss et Catherine Meurisse (Les Échappés)
- 2010 : Élevons le débat, recueil collectif de dessins parus dans Charlie Hebdo en 2009/2010 (Les Échappés)

## Prix et distinctions
- 2003 : Prix Tournesol pour Cambouis
- 2015 : Prix Nouvelle République pour Catharsis au festival Bd BOUM de Blois[33]
- 2016 : 
  - Prix France Info pour Catharsis
  -  Prix spécial du jury des prix Max et Moritz pour Catharsis
  - Finaliste Grand prix de la critique ACBD pour Catharsis[34]
- 2019 : Prix France Info pour Indélébiles[20]
  - Prix du récit dessiné 2019 de la SCAM (Société civile des auteurs multimédia) pour Indélébiles[35]
- 2024 : Grand Prix de la critique de l'Association des critiques et journalistes de Bande dessinée et Prix Wolinski de la BD du Point  pour Deux filles nues[36]
- 2025 : Fauve d'or (prix du meilleur album de l'année) pour Deux filles nues au festival d'Angoulême[37]